# Deborah Bonham
Deborah Bonham (* 7. února 1962, Redditch, Worcestershire, Anglie) je anglická rocková a bluesová zpěvačka, sestra Johna Bonhama, který se proslavil jako bubeník legendární skupiny Led Zeppelin.